# Воля России
Воля России — одно из крупнейших послереволюционных эмигрантских изданий. Еженедельная газета (1920—1922), еженедельник (1922—1924), ежемесячный общественно-политический и литературный журнал (1924—1932). Издавался в Праге, затем в Париже.
Редакцию журнала составляли В. М. Зензинов, В. И. Лебедев, М. Л. Слоним, В. В. Сухомлин, Е. А. Сталинский, участвовал А. Ф. Керенский. Секретарь редакции и директор типографии — В. Б. Сосинский.
Платформа издания была эсеровская. Ближайшее участие в «Воле России» принимал Виктор Чернов, из западных социалистов — Бернштейн, Брейтшейд, Вандервельде, Гильфердинг, Каутский, Макдональд и др.
Журнал уделял большое внимание социальным и политическим проблемам, вёл полемику по вопросу об отношении к большевикам и к Советской России. Журнал придерживался, в известной мере, сменовеховской позиции: при абсолютном несогласии с марксизмом члены редакционной коллегии и ближайшие сотрудники журнала считали невозможным вооружённую борьбу с советским режимом.
После 1925 года «Воля России» все больше становится литературно-критическим журналом. Журнал проявлял большой интерес к литературной жизни в Советской России, печатались обзоры советской литературы, рецензии на издания в России, перепечатывалась внутрилитературная полемика из советских журналов, произведения советских авторов: Н. Н. Асеев, Б. Л. Пастернака, И. Э. Бабеля, Л. М. Леонова, Б. А. Пильняка, отрывки из романа Е. И. Замятина «Мы». В литературном отделе сотрудничали В. Ф. Ходасевич, М. И. Цветаева, К. Д. Бальмонт, Б. К. Зайцев, А. М. Ремизов. Журнал охотно печатал молодых прозаиков и поэтов (В. Варшавского, Г. Газданова, Б. Поплавского, Ю. Терапиано). С 1927 года по финансовым соображениям издание было перенесено в Париж, а в 1932 году из-за отсутствия денег прекратилось.